# Red Byron
Robert „Red“ Byron (* 12. März 1915 in Colorado; † 11. November 1960 in Chicago) war ein US-amerikanischer NASCAR-Rennfahrer in deren ersten Jahren. Byron war sowohl erster Meister in der Modified Series im Jahre 1948 als auch in der Cup-Serie im Jahre 1949, damals noch als Strictly Stock Series bezeichnet.

## Hintergrund
Byron wurde im US-Bundesstaat Colorado geboren, zog mit seinen Eltern aber in frühen Jahren nach Anniston, Alabama. Im Jahre 1932 begann er Rennen zu fahren. Erste Erfolge stellten sich in den frühen 1940er Jahren in Talladega ein. Bedingt durch den Zweiten Weltkrieg wurde seine Rennfahrerkarriere unterbrochen, als er als Flugingenieur für die United States Army Air Forces in den Krieg ziehen musste. Als seine Consolidated B-24 während eines Feindfluges abgeschossen wurde, zog er sich ernsthafte Verletzungen an seinem linken Bein zu, deren Heilung sich beinahe zwei Jahre lang hinzog.

## Rennfahrerkarriere
Nachdem Byron aus dem Krieg heimkehrte, wandte er sich wieder dem Rennsport zu und war weiterhin erfolgreich. Im Jahre 1948 trat er der neu gegründeten NASCAR Modified Series bei. Er fuhr für Raymond Parks und gewann das allererste von NASCAR abgehaltene Rennen am 15. Februar 1948 auf dem Daytona Beach Road Course. Im Verlauf der Saison sollten noch 10 weitere Folgen und am Ende holte er sich den Meistertitel der Serie.
Im darauffolgenden Jahr startete Byron in der neu gegründeten Strictly Stock Series, der höchsten Serie von NASCAR, die seit 2008 als Sprint Cup firmiert. Zusammen mit Raymond Parks war er auch hier erfolgreich. Er gewann das Rennen auf dem Daytona Beach Road Course und noch ein zweites Rennen der aus acht Rennen bestehenden Saison auf einem Dirt Track in Martinsville. Am Ende der Saison war Byron der erste Meister der Cup Serie.
Nach seinen beiden Meisterschaften fuhr er nur noch selten und war in den 1950er Jahren Eigentümer eines eigenen Rennteams.

## Karriereende
Sein schlechter werdender Gesundheitszustand zwang Byron den aktiven Rennsport im Jahre 1951 aufzugeben. Allerdings blieb er dem Rennsport erhalten. Zusammen mit Briggs Cunningham versuchte er sich in der Entwicklung eines Rennwagens, der Grand Prix-Rennen gewinnen konnte. Anschließend wurde er Manager eines Corvette-Teams mit demselben Ziel. Jedoch war keines der Projekte erfolgreich.

## Tod
Byron starb am 11. November 1960 an einem Herzinfarkt in einem Hotelzimmer in Chicago im Alter von 45 Jahren. Zu dieser Zeit war er Manager eines Teams im Sports Car Club of America.

## Statistik

### Sebring-Ergebnisse
| Jahr | Team               | Fahrzeug   | Teamkollege    | Platzierung         | Ausfallgrund |
| ---- | ------------------ | ---------- | -------------- | ------------------- | ------------ |
| 1956 | Cooper Car Company | Cooper T39 | Leech Cracraft | Rang 21 Klassensieg |              |

### Einzelergebnisse in der Sportwagen-Weltmeisterschaft
| Saison | Team   | Rennwagen  | 1   | 2   | 3   | 4   | 5   |
| ------ | ------ | ---------- | --- | --- | --- | --- | --- |
| 1956   | Cooper | Cooper T39 | BUA | SEB | MIM | NÜR | KRI |
| 1956   | Cooper | Cooper T39 | 21  |     |     |     |     |